# Kim Dae-jung
Kim Dae-jung (em coreano: 김대중; Hauido, 6 de janeiro de 1924 — Seul, 18 de agosto de 2009) foi um político sul-coreano, presidente de seu país de 1998 a 2003. Recebeu o Nobel da Paz em 2000, pelos seus esforços na reconciliação da península da Coreia, sendo o primeiro e único sul-coreano a receber o prêmio na história. Ele às vezes, era chamado de "Nelson Mandela da Coreia do Sul".
Filho de camponeses, católico, licenciou-se na Escola de Comércio de Mokp'o em 1943. Iniciou a sua atividade profissional numa companhia japonesa, na qual prosperou tornando-se um homem de negócios.
Entre 1950 e 1953, durante a Guerra da Coreia, foi preso e condenado à morte pelos comunistas, tendo conseguido escapar com a ajuda dos militares norte-americanos. Após a guerra, tornou-se um activista político de oposição ao poder.
Kim ingressou no Partido Democrático Coreano do qual se tornou presidente em 1970. Em 1973, em Tóquio, durante a preparação de uma campanha política, foi raptado do hotel onde se encontrava e forçado a regressar à Coreia do Sul. Foi preso em 1976 por manifestar a sua oposição ao poder, tendo sido libertado três anos depois.
Em 1980 foi condenado a vinte anos de prisão, mas em 1982, por questões de saúde, foi autorizado a viajar para os Estados Unidos, onde se exilou. Regressou três anos mais tarde ao seu país e em 1987 concorreu às eleições presidenciais perdendo em favor de Kim Young-sam, com quem disputou as eleições seguintes, em 1992, das quais também saiu derrotado.
Em 1995 formou um novo partido e em 1997 voltou a concorrer às presidenciais ganhando ao seu oponente Lee Hoi-chang.
Como presidente, esforçou-se por acabar com a pequena guerra fria entre a Coreia do Norte e a Coreia do Sul.
Em 2000 foi-lhe atribuído o Nobel da Paz, como reconhecimento pela sua luta constante pela democracia, pelos direitos humanos e pela reconciliação com a Coreia do Norte. Em 2003, Kim Dae-Jung deixou o cargo de presidente e Roh Moo-hyun tomaria posse como presidente da Coreia do Sul.
Ele morreu em 18 de agosto de 2009, aos 85 anos de idade. Antes de morrer, ele foi ao funeral do também ex-presidente Roh Moo-hyun, seu sucessor em maio do mesmo ano, o funeral do seu sucessor foi a última aparição pública de Kim Dae-Jung antes de sua morte em agosto.